# Trận Komarów (1914)
Trận Komarów (Tiếng Đức: Schlacht von Komarów; Tiếng Nga: Битва при Комарове) là một trận đánh giữa Đế quốc Áo-Hung và Đế quốc Nga, một phần của Trận Galicia, Mặt trận phía Đông trong Chiến tranh thế giới thứ nhất, diễn ra từ ngày 26 tháng 8 cho đến ngày 2 tháng 9 năm 1914.
Cuối tháng 8 năm 1914, Conrad von Hötzendorf, tổng tham mưu trưởng quân đội Áo-Hung, đã đem quân tấn công Ba Lan thuộc Nga. Tập đoàn quân số 4 Áo-Hung chỉ huy bởi tướng Moritz von Auffenberg ở vị trí trung tâm mũi tấn công đã đánh bại Tập đoàn quân số 5 Nga ở vị trí quanh Komarów, buộc quân Nga phải rút lui để tránh rơi vào tình cảnh bị bao vây.

## Hoàn cảnh dẫn đến trận đánh

### Kế hoạch của Áo-Hung và Nga trong giai đoạn đầu của mặt trận phía Đông
Theo kế hoạch ban đầu của Đế quốc Áo-Hung đề ra trước cuộc chiến mang tên Kế hoạch B, quân đội nước này sẽ đương đầu ngay lập tức chỉ với Serbia và sẽ sử dụng ba tập đoàn quân trong khi ba tập đoàn quân khác sẽ được giữ để đề phòng quân Nga. Tuy nhiên người Đức muốn đồng minh Áo-Hung đưa quân về hướng đông bắc để gây áp lực cho cánh sườn quân Nga tại Volnia để cho Nga không thể sử dụng Ba Lan làm bàn đạp tấn công vào trung tâm Đức quốc. Bên cạnh áp lực của đồng minh, việc quân Nga tổng động viên quá nhanh cũng khiến Áo-Hung không thể phớt lờ mối đe dọa từ Nga vì bất kỳ sự chậm trễ nào từ mặt trận Serbia sẽ tạo điều kiện cho Nga tấn công đánh chiếm lãnh thổ đế quốc, uy hiếp dãy núi Carpathian và từ đó xâm nhập vào Hungary.
Conrad von Hötzendorf, tổng tham mưu trưởng quân đội Áo-Hung, tin rằng Áo-Hung sẽ đánh bại Serbia trước khi Nga tổng động viên xong và việc tổng động viên chậm chạp của Nga sẽ giúp ông có ưu thế về quân số cho đến cuối tháng 8. Mang tư tưởng tấn công làm chủ đạo, ông đã thảo luận với các sĩ quan tham mưu Đức về một cuộc tấn công gọng kìm vào phía tây Warsaw. Mặc dù bất chấp việc quân Đức không có ý định và quân lực để hỗ trợ như đã hứa, Conrad vẫn quyết định tấn công quân Nga tại Ba Lan.
Để chống lại quân Nga, trong tay Conrad có ba tập đoàn quân: ở phía tây là Tập đoàn quân số 1 bố trí ở phía đông Sandomierz, chỉ huy bởi tướng Viktor Dankl gồm ba quân đoàn I, V và X; ở trung tâm nằm về phía bắc Przemysl là Tập đoàn quân số 4 của Đại tướng Bộ binh (General der Infanterie) Moritz von Aufenberg, bao gồm bốn quân đoàn II, VI, IX và XVII, bao gồm chín sư đoàn bộ binh và hai sư đoàn kỵ binh; ở phía đông Przemysl là Tập đoàn quân số 3 của Rudolf Ritter von Brudermann với ba quân đoàn III, XI và XIV. Ngoài ra còn có Tập đoàn quân số 2 đang trên đường vận chuyển từ mặt trận Serbia đến Galicia và chỉ có thể tham chiến từ đầu tháng 9. Conrad lệnh cho Tập đoàn quân số 1 tiến về hướng bắc, với ý định cắt đứt tuyến đường sắt Kiev-Warsaw giữa Lublin và Chelm. Tập đoàn quân số 4 tiến về hướng đông bắc. Tập đoàn quân số 3 tiến theo hướng đông, theo hướng Rovno. Tập đoàn quân số 1 và số 4 trong tư thế sẵn sàng hơn Tập đoàn quân số 3 đã xuất phát hướng về phía biên giới từ ngày 19 tháng 8.
Trong khi đó, về phía quân đội Nga, để chuẩn bị cho chiến tranh, hai kế hoạch đã được soạn thảo: Kế hoạch 19 trọng tâm là Đông Phổ của Đức và Kế hoạch 19 sửa đổi (đề ra vào tháng 5 năm 1912) cắt bớt quân ở Đông Phổ và chuyển mục tiêu chính sang Áo-Hung. Theo Kế hoạch 19 sửa đổi Nga sẽ thành lập hai “phương diện quân”, Tây Bắc và Tây Nam nằm dưới sự điều khiển của bộ chỉ huy tối cao (Stavka). Khi chiến tranh nổ ra, việc tổng động viên của Nga được thực hiện theo Kế hoạch 19 sửa đổi, theo đó sẽ cùng lúc tấn công Đông Phổ và Áo-Hung. Ngày 30 tháng 7 năm 1914, Nga bắt đầu tiến hành việc tổng động viên.
Lực lượng quân Nga đối đầu với Áo-Hung là Phương diện quân Tây Nam do tướng Nikolay Iudovich Ivanov chỉ huy, bao gồm Tập đoàn quân số 4 của tướng Anton von Saltza gồm Quân đoàn Cận vệ, Quân đoàn XIV và Quân đoàn XVI; Tập đoàn quân số 5 của tướng Pavel Plehve có bốn quân đoàn V, XVII,XIX và XXV, gồm mười sư đoàn bộ binh và năm sư đoàn kỵ binh; Tập đoàn quân số 3 của tướng Nikolai Vladimirovich Ruzsky có bốn quân đoàn IX, X, XI và XXI và Tập đoàn quân số 8 của tướng Aleksey Alekseyevich Brusilov có bốn quân đoàn VII, VIII, XII và XXIV.
Theo sự bố trí binh lực của đôi bên, Tập đoàn quân số 4 và số 5 của Nga tiến về phía nam sẽ chạm trán với Tập đoàn quân số 1 và số 4 của Áo-Hung đang tiến về hướng bắc. Tập đoàn quân số 4 Nga và Tập đoàn quân số 1 Áo mỗi bên có ba quân đoàn, còn Tập đoàn quân số 5 Nga và Tập đoàn quân số 4 Áo mỗi bên có bốn quân đoàn. Mỗi bên có tổng quân số xấp xỉ nhau là 350.000 quân. Xa hơn về phía đông, Tập đoàn quân số 3 Áo-Hung bị áp đảo quân số bởi hai Tập đoàn quân số 3 và số 8 của Nga.
Từ kế hoạch tổng động viên và các tài liệu khác của Áo-Hung mà Nga có được từ điệp viên Alfred Redl, bộ tổng tham mưu Nga tin rằng chủ lực Áo-Hung sẽ tập trung quanh phía đông sông San. Tuy nhiên thực tế Conrad đã bố trí quân lệch về phía tây so với dự kiến của người Nga. Hậu quả là Tập đoàn quân số 4 Nga rơi vào tình thế bất lợi còn hai Tập đoàn quân 3 và 8 sẽ ở quá xa chiến trường chính. Điều này có thể giúp cho Conrad có thể giáng một đòn vào hai tập đoàn quân 4 và 5 của Nga trước khi hai tập đoàn quân 3 và 8 đến ứng cứu kịp.

### Trận Kraśnik
Tập đoàn quân số 1 Áo-Hung theo lệnh của Thống chế Conrad tiến đến Lublin và sườn phải của tập đoàn quân được bảo vệ bằng Tập đoàn quân số 4 đang tiến đến Cholm. Cùng thời điểm này tướng Ivanov lệnh cho Tập đoàn quân số 4 và số 5 Nga tấn công Áo-Hung từ phía bắc.
Chiến cuộc tại Galicia mở đầu thuận lợi cho Áo-Hung với chiến thắng tại Kraśnik, phía nam Ba Lan. Ngày 22 tháng 8, Tập đoàn quân số 4 Nga thận trọng tiến vào Galicia, và ở phía nam của họ quân Áo cũng bắt đầu di chuyển. Tập đoàn quân số 1 Áo-Hung tiến vào đất Nga theo hướng Lublin và một ngày sau đó đã đánh bại Tập đoàn quân số 4 Nga trong Trận Kraśnik. Áo-Hung chịu thương vong 15.000 quân trong khi Nga mất hơn 25.000 quân, trong đó có 6.000 lính bị bắt làm tù binh. Tập đoàn quân số 5 Nga trước tình huống này đã được lệnh đánh vào cạnh sườn và phía sau đơn vị kẻ thù đã tấn công Tập đoàn quân số 4 Nga là Tập đoàn quân số 1 Áo-Hung và do đó chạm trán Tập đoàn quân số 4 Áo-Hung đang di chuyển theo hướng bắc.

## Diễn biến

### Các cuộc chạm trán ban đầu
Plehve bố trí Quân đoàn XXV chếch về phía tây so với các quân đoàn còn lại. Ba quân đoàn XIX, V và XVII được lệnh tiến xuống thung lũng sông Bug, giữa Hrubieszów và Vladimir-Volynsk. Cuối ngày 25 tháng 8, trinh sát Áo-Hung phát hiện ra quân Nga đang tiến đến và báo cáo trông thấy có một khoảng cách lớn trong đội hình hành quân của quân Nga do Quân đoàn XXV phải đảm nhiệm một trận tuyến quá dài (hơn 16 km) gặp khó khăn trong việc liên lạc với các đơn vị bạn. Sáng ngày 26 tháng 8, lính Nga tiến theo con đường chính về hướng nam nhưng cánh sườn phía tây đội hình quân đoàn bị lộ ra liên tục bị Quân đoàn X (Tập đoàn quân số 1) và Quân đoàn II (Tập đoàn quân số 4) Áo-Hung tấn công. Các đơn vị tiền tiêu của quân Nga cố gắng đến được Zamość, nhưng khi Tập đoàn quân số 4 Nga tiếp tục rút về Lublin, áp lực ở sườn tây đội hình Quân đoàn XXV ngày càng tồi tệ. Đến buổi chiều, quân Nga rút về Krasnostaw trước viễn cảnh đường tiến quân có thể bị cắt đứt. Quân lính hai bên đều chịu thương vong nặng nề và trong tình trạng kiệt sức do mất nước và nóng.
Zhuyev, quân đoàn trưởng Quân đoàn XXV gửi thư cầu cứu cho đơn vị bạn gần nhất là Quân đoàn XIX của Vladimir Gorbatovsky và nói rằng nếu Quân đoàn XIX đến kịp lúc, quân Nga có cơ may giành chiến thắng. Tuy nhiên lính trinh sát Áo-Hung đã chặn bắt được lá thư này. Áp lực mà Quân đoàn XXV phải chịu là trùng khớp với việc Áo-Hung tiến quân đến Lublin do đó Plehve tiếp tục tin tưởng khả năng đánh vào cạnh sườn phía đông của đối thủ. Do đó, bất chấp những tổn thất đã chịu, Quân đoàn XXV được lệnh tấn công lần nữa vào ngày hôm sau, trong khi Quân đoàn XIX và V tiến về hướng tây nam mà theo Plehve nghĩ chính là cánh sườn phía đông của quân Áo-Hung, dù không có bất kỳ thông tin trinh sát đáng tin nào xác nhận điều đó. Quân đoàn XVII sẽ yểm trợ hai quân đoàn XIX và V trong nhiệm vụ tấn công cạnh sườn khi cần thiết.
Sáng ngày 27 tháng 8, những tín hiệu khả quan đến với người Nga khi một đại đội kỵ binh Cossack bất ngờ tấn công và đánh tan một trung đoàn Hussar Áo-Hung thuộc Sư đoàn Kỵ binh số 10 tại cực đông chiến trường và tin Tập đoàn quân số 3 Nga đang tiến về hướng tây để gặp Tập đoàn quân số 5. Cạnh sườn phía đông của Áo-Hung đứng trước nguy cơ bị chọc thủng. Tuy nhiên may mắn cho Áo-Hung đã đến khi Quân đoàn XIV của Đại công tước Joseph Ferdinand gồm bốn sư đoàn bộ binh kịp có mặt tăng viện, yểm trợ trực tiếp cho sườn phía đông. Ở trung tâm, Quân đoàn VI Áo-Hung cũng chống trả thành công hai quân đoàn V và XVII của Nga.
Ở phía tây, Quân đoàn XXV Nga mở lại cuộc hành quân đến Zamość. Tuy nhiên một lần nữa quân đoàn này lại bị tấn công từ sườn tây và sau hai ngày chiến đấu, sức mạnh của Quân đoàn XXV bị sút giảm nghiêm trọng mà không đạt được thành quả đáng kể nào. Cùng thời điểm đó, ba quân đoàn XIX, V và XVII Nga tiến lại gần nhau đủ để phối hợp mở cuộc tấn công vào ngày hôm sau và các tướng lĩnh Nga vẫn tin tưởng sẽ giành phần thắng chung cuộc. Trong đêm ngày 27 tháng 8, Quân đoàn V Nga bất ngờ tấn công quân Áo-Hung và tình cờ chạm trán Sư đoàn Bộ binh số 15 thuộc Quân đoàn VI Áo-Hung. Một trận giao chiến ác liệt đã diễn ra trong màn đêm và kết quả sau cùng là phần lớn quân Áo-Hung bị giết hoặc phải bỏ chạy, quân Nga bắt được 4.000 tù binh và chiếm được 20 khẩu pháo. Tuy nhiên quân Nga đã không có được thành công tương tự khi gặp phần còn lại của Quân đoàn VI và cuộc tấn công đã phải dừng lại.
Vào ngày 28 tháng 8, khi nghe tin Tập đoàn quân số 3 Áo-Hung buộc phải rút chạy do gặp một lực lượng mạnh hơn, Conrad dự tính đưa đơn vị của Đại công tước Joseph Ferdinand đến hỗ trợ tập đoàn quân này. Tuy nhiên cả Auffenberg và Ferdinand đều phản đối do việc rút lui sẽ diễn ra khó khăn, làm tước mất cơ hội chiến thắng của Áo-Hung mà lại không đến kịp lúc để hỗ trợ Tập đoàn quân số 3. Conrad sau cùng đã đồng ý. Chiến sự tiếp tục diễn ra ác liệt tại khu vực trung tâm trong suốt ngày 28 tháng 8 với tình trạng bế tắc. Tối ngày 28, các sư đoàn của Đại công tước Joseph Ferdinand và Quân đoàn XVII xuất hiện tại cánh sườn phía đông đã bị lộ ra của quân Nga. Thiếu tướng Lukas, sư đoàn trưởng Sư đoàn 19 Bộ binh Áo-Hung dẫn quân tấn công vào sườn phía đông Quân đoàn V Nga. Không lâu sau, đến lượt các sư đoàn của Đại công tước Ferdinand tấn công vào cánh sườn và phía sau Quân đoàn XVII Nga trong tình trạng quân Nga hoàn toàn bất ngờ. Khi màn đêm buông xuống, Quân đoàn XVII Nga đồng loạt tháo chạy. Đón tin thắng trận của Đại công tước, giờ đây Auffenberg đang tính đến viễn cảnh bao vây tiêu diệt quân Nga khi mà hai cánh sườn của nó đã bị ông đập tan.

### Áo-Hung bao vây bất thành
Ý định bao vây quân Nga của Auffenberg đứng trước tình thế khó khăn khi Quân đoàn II Áo-Hung không biết Quân đoàn XXV Nga rút chạy và thiết lập vị trí mới ở đâu. Ngày 29 tháng 8, tướng Schemua đưa phần lớn Quân đoàn II của mình về hướng đông. Trong khi đó, Đại công tước Ferdinand tiếp tục tấn công và chiếm được làng Hulkze, nơi quân lính của ông chiếm được 24 khẩu pháo, mặc dù vậy quân Nga bị ông đánh bại không bị thiệt hại nhiều. Tại trung tâm, Quân đoàn VI Áo-Hung sau một số thành công bước đầu vấp phải sự chống trả của Quân đoàn XIX Nga đã phải trở lại tuyến xuất phát.
Vào ngày 30 tháng 8, Quân đoàn XXV Nga cố sức đẩy lùi Sư đoàn Bộ binh số 4 Áo-Hung của thiếu tướng Stöger-Steiner, khiến cho sư đoàn này không thể tiến về hướng đông tạo thành thế bao vây quân Nga. Đại công tước Ferdinand tại cánh sườn phía đông quân Nga với lực lượng đã bị tổn thất trong những ngày trước chỉ tiến lên được không nhiều khi đối đầu với sự kháng cự của Quân đoàn XVII Nga. Trong khi Đại công tước cho quân chuyển về hướng tây bắc, báo cáo trinh sát bằng máy bay cho biết có một đoàn quân Nga đang tiến đến từ hướng đông. Tuy nhiên báo cáo này về sau đã được chứng minh là sai. Mặc dù Auffenberg đã bố trí kỵ binh bảo vệ cánh sườn phía đông, Joseph Ferdinand quyết định phải có biện pháp đề phòng hơn nữa khi đưa những lực lượng dự phòng cuối cùng về hướng đông. Trong ngày này, Sư đoàn Bộ binh số 24 Áo-Hung, thuộc Quân đoàn X của Tập đoàn quân số 1 đã tiến vào Krasnostaw từ phía tây. Với sườn phía tây hoàn toàn bị lộ ra, quân Nga quanh Komarów đứng trước nguy cơ bị tiêu diệt hoàn toàn. Khi trời tối, quân Nga phản công đẩy lùi được lực lượng của Đại công tước Joseph Ferdinand. Ở phía nam Komarów, Quân đoàn V Nga cố gắng cầm chân quân Áo càng lâu càng tốt. Đơn vị trọng yếu mà Auffenberg kỳ vọng giúp ông thực hiện thành công cuộc bao vây từ phía bắc là Sư đoàn Bộ binh số 25, sư đoàn đồn trú tại Vienna, của Đại công tước Peter Ferdinand. Có trong tay 24 tiểu đoàn với 100 khẩu pháo, Đại công tước Peter đối đầu với khoảng 20 tiểu đoàn quân Nga và ba khẩu đội pháo có tổng cộng 24 khẩu pháo, nhưng cuộc tấn công đã thất bại mà Peter đổ do sự thua sút về hỏa lực pháo.
Mặc dù Auffenberg muốn truy đuổi quân Nga đến cùng, binh lính dưới quyền ông đã kiệt sức và cần tiếp viện. Về phía quân Nga, Plehve lệnh cho Quân đoàn XXV tái chiếm Krasnostaw bằng mọi giá nhưng phần lớn quân Nga cũng ở trong tình trạng không khá hơn bao nhiêu.

## Kết quả
Quân đội Áo-Hung đã giành được chiến thắng, tuy không phải là quyết định trong Trận Komarów khi mà Plehve đã thoát khỏi việc bị bao vây. Tập đoàn quân số 5 Nga chịu thương vong 40% và có 20.000 lính bị bắt làm tù binh và mất 150 khẩu pháo về tay quân Áo. Đây là thành công lớn nhất trong các trận đánh mở màn vào năm 1914, ngoại trừ Trận Tannenberg. Thương vong của quân Áo là không rõ nhưng được xem là nặng nề khi tấn công vào các vị trí của quân Nga mà không được pháo binh yểm trợ. Thương vong của sĩ quan Áo-Hung trong trận này cũng như trong trận Kraśnik ở mức cao khi trong truyền thống quân đội Áo-Hung, sĩ quan thường chỉ huy quân lính từ tuyến đầu để làm gương: một số lượng lớn sĩ quan cao cấp Áo-Hung thuộc Tập đoàn quân số 4 đã tử trận trong trận này.
Sau trận đánh, Auffenberg đã công khai chỉ trích Đại công tước Peter Ferdinand vì đã thất bại trong việc đánh đòn quyết định để hủy diệt Tập đoàn quân số 5 Nga và giành được thắng lợi lớn. Ông cũng cách chức chỉ huy trưởng quân đoàn II Blasius Schemua vì ông này đã bất ngờ rút lui khi trận đánh đang vào cao trào mà không có lý do. Auffenberg đã gọi đây là lỗi lầm nghiêm trọng nhất trong toàn trận đánh.
Những thành công bước đầu trên chiến trường Galicia 1914 tại Kraśnik và Komarów của Áo-Hung là kết quả của việc quân Nga chưa hoàn tất việc bố trí và không ngờ phải đối đầu với một quân số Áo-Hung đông đảo như vậy. Khi Tập đoàn quân số 3 Áo-Hung bị hai Tập đoàn quân số 3 và số 8 của Nga áp đảo về quân số, Conrad lệnh cho Tập đoàn quân số 4 đến yễm trợ. Việc chuyển hướng từ đông bắc về hướng nam theo lệnh của Conrad đã khiến cho khoảng trống giữa tập đoàn quân này và Tập đoàn quân số 1 Áo-Hung mở rộng ra. Điều này tạo điều kiện cho Tập đoàn quân số 5 Nga thâm nhập tấn công vào khe hở. Trong Trận Rava-Ruska (từ ngày 5 đến 11 tháng 9 năm 1914), Tập đoàn quân số 4 Áo-Hung bị đánh thiệt hại nặng và phải rút lui hơn 200 dặm. Mặc dù làm theo lệnh của Conrad, Auffenberg trở thành “vật tế thần” và bị cách chức, chức chỉ huy Tập đoàn quân số 4 được thay bằng Đại công tước Joseph Ferdinand vào ngày 29 tháng 9.